# Manuel Z. Gómez
José Manuel Zacarías Gómez Valdés, más conocido como Manuel Z. Gómez (San Felipe de Linares, Nuevo Reino de León; 4 de noviembre de 1813 - Monterrey, Nuevo León; 27 de julio de 1871) fue un militar, abogado, político y escritor mexicano, que desempeñó el cargo de gobernador de Nuevo León en dos ocasiones. Llegó a participar tanto en la Guerra de Reforma como en la Segunda Intervención Francesa en México, en la cual transcurrieron sus dos períodos de gobierno.

## Inicios
Nació en San Felipe de Linares, Nuevo Reino de León, el 4 de noviembre de 1813, siendo hijo de Salvador Gómez de Castro y Rosalía Valdés, siendo a su vez sobrino del gobernador Manuel Gómez de Castro. Realizó sus estudios primarios, secundarios y preparatorios en el Seminario Conciliar de Monterrey, y los profesionales en el Colegio de San Ildefonso en la Ciudad de México, donde se tituló como abogado en 1837.
Desde joven luchó contra el régimen dictatorial de Antonio López de Santa Anna, sufriendo destierros y persecuciones. Fue elegido diputado de la Legislatura de Tamaulipas en 1843, defendiendo el territorio nacional cuando estalló la guerra con los Estados Unidos; al terminar la guerra fue elegido dos veces diputado local en Nuevo León y después fue senador por Tamaulipas.

## Carrera política y militar
En 1855 Santiago Vidaurri proclamó el Plan Restaurador de la Libertad para secundar en el norte la Revolución de Ayutla, y Manuel Z. Gómez se unió a él. Precisamente en esa época fue secretario general de gobierno de Vidaurri y, un año después, asistió como diputado propietario al Congreso Nacional Constituyente. 
Durante la Guerra de Reforma el general Zuazua, destacado combatiente republicano, lo tomó como su secretario particular. Cuando Santiago Vidaurri se distanció de los liberales, Manuel Z. Gómez se mantuvo fiel al gobierno y rechazó las pretensiones de aquel; marchó al interior del país con Aramberri, quien a fines de 1859 asumió el mando de Nuevo León, por lo que don Manuel se desempeñó nuevamente como secretario general de gobierno.
En 1860 se incorporó al cuerpo del ejército de Oriente; durante esta época fue secretario particular del general Ignacio Zaragoza. Durante la guerra contra la invasión francesa, don Manuel Z. Gómez figuró en el cuartel general del Ejército del Norte, en donde prestó importantes servicios y desempeñó diversas comisiones. Participó en varias batallas, destacándose en la de Arroyo contra el galo Dupin.
El 13 de julio de 1864, Juárez le encomendó el gobierno y la comandancia militar de Nuevo León, tras la renuncia de Jesús María Benítez y Pinillos, quien había sustituido al depuesto gobernador Vidaurri. Un mes después, el licenciado Gómez tuvo que abandonar el cargo debido a que las tropas del general Castagny se apoderaron de Monterrey; en su lugar, el Imperio de Maximiliano nombró gobernador del Estado a Julián Quiroga y después a Jesús María Aguilar.
Tras la victoria republicana de junio de 1866 en Santa Gertrudis, Juárez nombró nuevamente a Manuel Z. Gómez gobernador y comandante general de Nuevo León, cargo que desempeñó del 10 de noviembre de ese año al 4 de diciembre de 1867.

## Gobierno
Durante su gobierno se estableció en Monterrey la primera fábrica de hielo, se cambió el nombre de la Plaza de la Concordia por el de Plaza de 5 de mayo y se fundó el Casino de Monterrey con el fin de promover algunas mejoras para la población.
Fue en esa misma época que reapareció la epidemia de cólera morbus, que volvió a causar numerosas víctimas, entre las que se contó a don Santiago Tapia, gobernador y comandante militar de Tamaulipas. A través de la junta de salubridad local, el gobernador Gómez tomó diferentes medidas para combatir este brote epidémico.
A Manuel Z. Gómez le correspondió recibir a las tropas neoleonesas que, al mando del general Sóstenes Rocha, batieron a las fuerzas imperialistas en Matamoros, San Luis Potosí, San Jacinto y Querétaro.
Una vez restablecida la República, Manuel Z. Gómez fue elegido presidente del Tribunal Superior de Justicia del Estado. Pocos años después, el 27 de julio de 1871, murió en Monterrey.

## Escritor
A Manuel Z. Gómez se le recuerda también como poeta y escritor, gracias a la vasta producción literaria publicada en los periódicos de su tiempo. Cabe destacar que fue autor del célebre Discurso cívico, pronunciado en el Teatro del Progreso, así como una biografía del general Ignacio Zaragoza.